# Olympische Sommerspiele 2000/Basketball
Bei den Olympischen Sommerspielen 2000 in der australischen Metropole Sydney wurden zwei Wettbewerbe im Basketball ausgetragen.
Austragungsort der Vorrundenspiele war The Dome. Ab dem Viertelfinale wurde im SuperDome im Sydney Olympic Park gespielt.

## Medaillenspiegel
| Medaillenspiegel | Medaillenspiegel   | Medaillenspiegel | Medaillenspiegel | Medaillenspiegel | Medaillenspiegel |
| Platz            | Land               | G                | S                | B                | Total            |
| ---------------- | ------------------ | ---------------- | ---------------- | ---------------- | ---------------- |
| 1                | Vereinigte Staaten | 2                | –                | –                | 2                |
| 2                | Australien         | –                | 1                | –                | 1                |
| 2                | Frankreich         | –                | 1                | –                | 1                |
| 4                | Brasilien          | –                | –                | 1                | 1                |
| 4                | Litauen            | –                | –                | 1                | 1                |

## Austragungsorte
| Gruppe             | Vorrunde          | Platzierungsspiele |
| ------------------ | ----------------- | ------------------ |
| Spielort           | Sydney            | Sydney             |
| Spielstätte        | Sydney Super Dome | The Dome           |
| Zuschauerkapazität | 18.200            | 10.000             |
| Fotos              |                   |                    |

## Herren

### Vorrunde
In der Vorrunde spielten jeweils sechs Mannschaften in zwei Gruppen gegeneinander. Der Sieger eines Spiels erhielt zwei Punkte, der Verlierer einen Punkt. Stand ein Spiel am Ende der regulären Spielzeit unentschieden, so erfolgte eine Verlängerung. Die vier besten Mannschaften qualifizieren sich für die Finalrunde.
| Gruppe A                                                    | Gruppe B                                                          |
| ----------------------------------------------------------- | ----------------------------------------------------------------- |
| - China - Frankreich - Italien - Litauen - Neuseeland - USA | - Angola - Australien - Jugoslawien - Kanada - Russland - Spanien |

#### Gruppe A
| Platz | Team       | Spiele | Siege | Niederl. | Körbe   | Diff. | Punkte |
| ----- | ---------- | ------ | ----- | -------- | ------- | ----- | ------ |
| 1     | USA        | 5      | 5     | 0        | 505:359 | +146  | 10     |
| 2     | Italien    | 5      | 3     | 2        | 332:349 | −17   | 8      |
| 3     | Litauen    | 5      | 3     | 2        | 372:339 | +33   | 8      |
| 4     | Frankreich | 5      | 2     | 3        | 372:374 | −2    | 7      |
| 5     | China      | 5      | 2     | 3        | 368:419 | −51   | 7      |
| 6     | Neuseeland | 5      | 0     | 5        | 307:416 | −109  | 5      |

| Spiel | Datum              | Team 1     | Team 2     | Ergebnis |
| ----- | ------------------ | ---------- | ---------- | -------- |
| A1    | 17. September 2000 | Frankreich | Neuseeland | 76:50    |
| A2    | 17. September 2000 | Italien    | Litauen    | 50:48    |
| A3    | 17. September 2000 | China      | USA        | 72:119   |
| A4    | 19. September 2000 | Neuseeland | China      | 60:75    |
| A5    | 19. September 2000 | USA        | Italien    | 93:61    |
| A6    | 19. September 2000 | Litauen    | Frankreich | 81:63    |
| A7    | 21. September 2000 | Italien    | Neuseeland | 78:66    |
| A8    | 21. September 2000 | China      | Frankreich | 70:82    |
| A9    | 21. September 2000 | USA        | Litauen    | 85:76    |
| A10   | 23. September 2000 | Litauen    | China      | 82:66    |
| A11   | 23. September 2000 | Neuseeland | USA        | 56:102   |
| A12   | 23. September 2000 | Frankreich | Italien    | 57:67    |
| A13   | 25. September 2000 | Neuseeland | Litauen    | 75:85    |
| A14   | 25. September 2000 | Italien    | China      | 76:85    |
| A15   | 25. September 2000 | Frankreich | USA        | 94:106   |

#### Gruppe B
| Platz | Team        | Spiele | Siege | Niederl. | Körbe   | Diff. | Punkte |
| ----- | ----------- | ------ | ----- | -------- | ------- | ----- | ------ |
| 1     | Kanada      | 5      | 4     | 1        | 433:373 | +60   | 9      |
| 2     | Jugoslawien | 5      | 4     | 1        | 372:338 | +34   | 9      |
| 3     | Australien  | 5      | 3     | 2        | 408:407 | +1    | 8      |
| 4     | Russland    | 5      | 3     | 2        | 367:328 | +39   | 8      |
| 5     | Spanien     | 5      | 1     | 4        | 349:376 | −27   | 6      |
| 6     | Angola      | 5      | 0     | 5        | 303:410 | −107  | 5      |

| Spiel | Datum              | Team 1      | Team 2      | Ergebnis |
| ----- | ------------------ | ----------- | ----------- | -------- |
| B1    | 17. September 2000 | Jugoslawien | Russland    | 66:60    |
| B2    | 17. September 2000 | Kanada      | Australien  | 101:90   |
| B3    | 17. September 2000 | Spanien     | Angola      | 64:45    |
| B4    | 19. September 2000 | Angola      | Kanada      | 54:99    |
| B5    | 19. September 2000 | Russland    | Spanien     | 71:63    |
| B6    | 19. September 2000 | Australien  | Jugoslawien | 66:80    |
| B7    | 21. September 2000 | Kanada      | Spanien     | 91:77    |
| B8    | 21. September 2000 | Jugoslawien | Angola      | 73:64    |
| B9    | 21. September 2000 | Australien  | Russland    | 75:71    |
| B10   | 23. September 2000 | Spanien     | Jugoslawien | 65:78    |
| B11   | 23. September 2000 | Russland    | Kanada      | 77:59    |
| B12   | 23. September 2000 | Angola      | Australien  | 75:86    |
| B13   | 25. September 2000 | Angola      | Russland    | 65:88    |
| B14   | 25. September 2000 | Jugoslawien | Kanada      | 75:83    |
| B15   | 25. September 2000 | Australien  | Spanien     | 91:80    |

### Finalrunden
Nach der Vorrunde qualifizierten sich jeweils die ersten vier Teams für die im K.-o.-Modus ausgetragene Finalrunde. Gespielt wurde im Viertelfinale über Kreuz gegen einen Gegner aus der jeweils anderen Vorrundengruppe. Anschließend trafen die Sieger der Viertelfinals im Halbfinale aufeinander, wonach die Sieger das Finale, die Verlierer das Spiel um Platz 3 bestritten. Die restlichen Teams des Viertelfinales spielten die Plätze 5–8, die zwei schlechtesten Teams der Vorrunde die Plätze 9–12 unter sich aus.

#### Turnierbaum
|  | Viertelfinale      | Viertelfinale      |                    |                 | Halbfinale      | Halbfinale |  |  | Spiel um Gold   | Spiel um Gold   |
|  |                    |                    |                    |                 |                 |            |  |  |                 |                 |
|  | 28. September 2000 |                    |                    |                 |                 |            |  |  |                 |                 |
|  | Italien            | 62                 |                    |                 |                 |            |  |  |                 |                 |
|  | Italien            | 62                 | 29. September 2000 |                 |                 |            |  |  |                 |                 |
|  | Australien         | 65                 |                    |                 |                 |            |  |  |                 |                 |
|  | Australien         | 65                 | Australien         | 52              |                 |            |  |  |                 |                 |
|  |                    |                    | Australien         | 52              |                 |            |  |  |                 |                 |
|  |                    | Frankreich         | 76                 |                 |                 |            |  |  |                 |                 |
|  | Kanada             | Frankreich         | 76                 | 63              |                 |            |  |  |                 |                 |
|  | Kanada             |                    |                    | 63              |                 |            |  |  |                 |                 |
|  | Frankreich         | 68                 |                    | 1. Oktober 2000 | 1. Oktober 2000 |            |  |  |                 |                 |
|  | 28. September 2000 | 28. September 2000 | Frankreich         | 75              |                 |            |  |  |                 |                 |
|  | 28. September 2000 | 28. September 2000 |                    | USA             | 85              |            |  |  |                 |                 |
|  | Jugoslawien        | 63                 |                    |                 |                 |            |  |  |                 |                 |
|  | Litauen            | 76                 |                    |                 |                 |            |  |  |                 |                 |
|  | Litauen            | 76                 | Litauen            | 83              |                 |            |  |  |                 |                 |
|  |                    |                    | Litauen            | 83              | Spiel um Bronze |            |  |  |                 |                 |
|  |                    | USA                | 85                 |                 |                 |            |  |  |                 |                 |
|  | USA                | USA                | 85                 | 85              | Australien      | 71         |  |  |                 |                 |
|  | USA                | 29. September 2000 |                    | 85              | Australien      | 71         |  |  |                 |                 |
|  | Russland           | 70                 |                    | Litauen         | 89              |            |  |  |                 |                 |
|  | Russland           | 70                 |                    |                 | 89              |            |  |  |                 |                 |
|  | 28. September 2000 | 28. September 2000 |                    |                 |                 |            |  |  | 1. Oktober 2000 | 1. Oktober 2000 |

Quelle

#### Plätze 5 bis 8
| Spiel   | Datum              | Team 1  | Team 2      | Ergebnis    |
| ------- | ------------------ | ------- | ----------- | ----------- |
| Platz 5 | 30. September 2000 | Italien | Jugoslawien | 69:59       |
| Platz 7 | 30. September 2000 | Kanada  | Russland    | 86:83 n. V. |

#### Plätze 9 bis 12
| Spiel    | Datum              | Team 1     | Team 2  | Ergebnis |
| -------- | ------------------ | ---------- | ------- | -------- |
| Platz 9  | 26. September 2000 | China      | Spanien | 64:84    |
| Platz 11 | 26. September 2000 | Neuseeland | Angola  | 70:60    |

### Endstände
| Rang | Team        | Siege:Niederl. | Korbverhältnis |
| ---- | ----------- | -------------- | -------------- |
| 1    | USA         | 8:0            | 760:587        |
| 2    | Frankreich  | 4:4            | 591:574        |
| 3    | Litauen     | 5:3            | 620:558        |
| 4    | Australien  | 4:4            | 596:634        |
| 5    | Italien     | 4:3            | 463:473        |
| 6    | Jugoslawien | 4:3            | 494:483        |
| 7    | Kanada      | 5:2            | 582:524        |
| 8    | Russland    | 3:4            | 520:499        |
| 9    | Spanien     | 2:4            | 433:440        |
| 10   | China       | 2:4            | 432:503        |
| 11   | Neuseeland  | 1:5            | 377:476        |
| 12   | Angola      | 0:6            | 433:440        |

| Platz | Land               | Spieler |
| ----- | ------------------ | --- |
| 1     | Vereinigte Staaten | Steve Smith, Jason Kidd, Allan Houston, Alonzo Mourning, Tim Hardaway, Vince Carter, Kevin Garnett, Vin Baker, Ray Allen, Antonio McDyess, Gary Payton, Shareef Abdur-Rahim                                                                  |
| 2     | Frankreich         | Moustapha Sonko, Laurent Sciarra, Antoine Rigaudeau, Laurent Foirest, Yann Bonato, Makan Dioumassi, Stéphane Risacher, Thierry Gadou, Cyril Julian, Crawford Palmer, Jim Bilba, Frédéric Weis                                                |
| 3     | Litauen            | Šarūnas Jasikevičius, Kestutis Marciulionis, Mindaugas Timinskas, Saulius Štombergas, Ramūnas Šiškauskas, Andrius Giedraitis, Dainius Adomaitis, Eurelijus Žukauskas, Tomas Masiulis, Darius Maskoliūnas, Guintaras Einikis, Darius Songaila |

## Statistiken

### Einzelspieler
| Kategorie                | Platz 1                        | Platz 2                            | Platz 3                        |
| ------------------------ | ------------------------------ | ---------------------------------- | ------------------------------ |
| Punkte pro Spiel         | Andrew Gaze 19,9               | Shane Heal 14,9                    | Vince Carter 14,8              |
| Punkte Gesamt            | Andrew Gaze 159                | Shane Heal 119                     | Vince Carter 118               |
| Assists pro Spiel        | Steve Nash 6,9                 | Jewgeni Paschutin 5,6              | Šarūnas Jasikevičius 5,1       |
| Höchste Freiwurfquote    | Andrew Gaze 42 von 45 (93,3 %) | Laurent Sciarra 25 von 27 (92,6 %) | Wang Zhizhi 18 von 20 (90,0 %) |
| Meiste Minuten pro Spiel | Andrew Gaze 35,5               | Shane Heal 34,8                    | Jewgeni Paschutin 33,7         |
| Meiste Minuten Gesamt    | Andrew Gaze 284                | Shane Heal 278                     | Jewgeni Paschutin 236          |

### Teams
| Kategorie             | Platz 1                   | Platz 2                      | Platz 3                         |
| --------------------- | ------------------------- | ---------------------------- | ------------------------------- |
| Punkte pro Spiel      | USA 95,0                  | Kanada 83,1                  | Litauen 77,5                    |
| Punkte Gesamt         | USA 760                   | Litauen 620                  | Australien 596                  |
| Assists pro Spiel     | USA 19,0                  | Litauen 15,3                 | Australien 14,6                 |
| Assists Gesamt        | USA 152                   | Litauen 122                  | Australien 117                  |
| Höchste Freiwurfquote | China 92 von 114 (80,7 %) | Litauen 147 von 193 (76,2 %) | Frankreich 153 von 206 (74,3 %) |

## Frauen

### Vorrunde
In der Vorrunde spielten jeweils sechs Mannschaften in zwei Gruppen gegeneinander. Der Sieger eines Spiels erhielt zwei Punkte, der Verlierer einen Punkt. Stand ein Spiel am Ende der regulären Spielzeit unentschieden, so erfolgte eine Verlängerung. Die vier besten Mannschaften qualifizieren sich für die Finalrunde.
| Gruppe A                                                            | Gruppe B                                                |
| ------------------------------------------------------------------- | ------------------------------------------------------- |
| - Australien - Brasilien - Frankreich - Kanada - Senegal - Slowakei | - Kuba - Neuseeland - Polen - Russland - Südkorea - USA |

#### Gruppe A
| Platz | Team       | Spiele | Siege | Niederl. | Körbe   | Diff. | Punkte |
| ----- | ---------- | ------ | ----- | -------- | ------- | ----- | ------ |
| 1     | Australien | 5      | 5     | 0        | 394:264 | +130  | 10     |
| 2     | Frankreich | 5      | 4     | 1        | 338:287 | +51   | 9      |
| 3     | Brasilien  | 5      | 2     | 3        | 358:323 | +35   | 7      |
| 4     | Slowakei   | 5      | 2     | 3        | 294:292 | +2    | 7      |
| 5     | Kanada     | 5      | 2     | 3        | 283:317 | −34   | 7      |
| 6     | Senegal    | 5      | 0     | 5        | 199:383 | −184  | 5      |

| Spiel | Datum              | Team 1     | Team 2     | Ergebnis    |
| ----- | ------------------ | ---------- | ---------- | ----------- |
| A1    | 16. September 2000 | Brasilien  | Slowakei   | 76:60       |
| A2    | 16. September 2000 | Frankreich | Senegal    | 75:39       |
| A3    | 16. September 2000 | Kanada     | Australien | 46:78       |
| A4    | 18. September 2000 | Senegal    | Kanada     | 41:62       |
| A5    | 18. September 2000 | Slowakei   | Frankreich | 51:58       |
| A6    | 18. September 2000 | Australien | Brasilien  | 81:70       |
| A7    | 20. September 2000 | Kanada     | Frankreich | 58:70       |
| A8    | 20. September 2000 | Brasilien  | Senegal    | 82:48       |
| A9    | 20. September 2000 | Australien | Slowakei   | 70:47       |
| A10   | 22. September 2000 | Slowakei   | Kanada     | 68:56       |
| A11   | 22. September 2000 | Frankreich | Brasilien  | 73:70 n. V. |
| A12   | 22. September 2000 | Senegal    | Australien | 39:96       |
| A13   | 24. September 2000 | Senegal    | Slowakei   | 32:68       |
| A14   | 24. September 2000 | Frankreich | Australien | 62:69       |
| A15   | 24. September 2000 | Brasilien  | Kanada     | 60:61       |

#### Gruppe B
| Platz | Team       | Spiele | Siege | Niederl. | Körbe   | Diff. | Punkte |
| ----- | ---------- | ------ | ----- | -------- | ------- | ----- | ------ |
| 1     | USA        | 5      | 5     | 0        | 436:312 | +124  | 10     |
| 2     | Russland   | 5      | 3     | 2        | 398:325 | +73   | 8      |
| 3     | Südkorea   | 5      | 3     | 2        | 382:367 | +25   | 8      |
| 4     | Polen      | 5      | 3     | 2        | 337:339 | −12   | 8      |
| 5     | Kuba       | 5      | 1     | 4        | 318:358 | −40   | 6      |
| 6     | Neuseeland | 5      | 0     | 5        | 265:435 | −170  | 5      |

| Spiel | Datum              | Team 1     | Team 2     | Ergebnis    |
| ----- | ------------------ | ---------- | ---------- | ----------- |
| B1    | 16. September 2000 | Polen      | Neuseeland | 75:52       |
| B2    | 16. September 2000 | Kuba       | Russland   | 62:72       |
| B3    | 16. September 2000 | Südkorea   | USA        | 75:89       |
| B4    | 18. September 2000 | Russland   | Polen      | 84:46       |
| B5    | 18. September 2000 | Neuseeland | Südkorea   | 62:101      |
| B6    | 18. September 2000 | USA        | Kuba       | 90:61       |
| B7    | 20. September 2000 | Kuba       | Neuseeland | 74:55       |
| B8    | 20. September 2000 | USA        | Russland   | 88:77       |
| B9    | 20. September 2000 | Südkorea   | Polen      | 62:87       |
| B10   | 22. September 2000 | Russland   | Südkorea   | 73:75 n. V. |
| B11   | 22. September 2000 | Neuseeland | USA        | 42:93       |
| B12   | 22. September 2000 | Polen      | Kuba       | 72:65       |
| B13   | 24. September 2000 | Neuseeland | Russland   | 54:92       |
| B14   | 24. September 2000 | Kuba       | Südkorea   | 56:69       |
| B15   | 24. September 2000 | USA        | Polen      | 76:57       |

### Finalrunden
Nach der Vorrunde qualifizierten sich jeweils die ersten vier Teams für die im K.-o.-Modus ausgetragene Finalrunde. Gespielt wurde im Viertelfinale über Kreuz gegen einen Gegner aus der jeweils anderen Vorrundengruppe. Anschließend trafen die Sieger der Viertelfinals im Halbfinale aufeinander, wonach die Sieger das Finale, die Verlierer das Spiel um Platz 3 bestritten. Die restlichen Teams des Viertelfinales spielten die Plätze 5–8, die zwei schlechtesten Teams der Vorrunde die Plätze 9–12 unter sich aus.

#### Turnierbaum
|  | Viertelfinale      | Viertelfinale      |                    |                    | Halbfinale         | Halbfinale |  |  | Finale             | Finale             |
|  |                    |                    |                    |                    |                    |            |  |  |                    |                    |
|  | 27. September 2000 |                    |                    |                    |                    |            |  |  |                    |                    |
|  | Australien         | 76                 |                    |                    |                    |            |  |  |                    |                    |
|  | Australien         | 76                 | 29. September 2000 |                    |                    |            |  |  |                    |                    |
|  | Polen              | 48                 |                    |                    |                    |            |  |  |                    |                    |
|  | Polen              | 48                 | Brasilien          | 52                 |                    |            |  |  |                    |                    |
|  |                    |                    | Brasilien          | 52                 |                    |            |  |  |                    |                    |
|  |                    | Australien         | 64                 |                    |                    |            |  |  |                    |                    |
|  | Russland           | Australien         | 64                 | 67                 |                    |            |  |  |                    |                    |
|  | Russland           |                    |                    | 67                 |                    |            |  |  |                    |                    |
|  | Brasilien          | 68                 |                    | 29. September 2000 | 29. September 2000 |            |  |  |                    |                    |
|  | 27. September 2000 | 27. September 2000 | USA                | 76                 |                    |            |  |  |                    |                    |
|  | 27. September 2000 | 27. September 2000 |                    | Australien         | 54                 |            |  |  |                    |                    |
|  | Frankreich         | 59                 |                    |                    |                    |            |  |  |                    |                    |
|  | Südkorea           | 68                 |                    |                    |                    |            |  |  |                    |                    |
|  | Südkorea           | 68                 | Südkorea           | 65                 |                    |            |  |  |                    |                    |
|  |                    |                    | Südkorea           | 65                 | Dritter Platz      |            |  |  |                    |                    |
|  |                    | USA                | 78                 |                    |                    |            |  |  |                    |                    |
|  | USA                | USA                | 78                 | 58                 | Südkorea           | 73         |  |  |                    |                    |
|  | USA                | 29. September 2000 |                    | 58                 | Südkorea           | 73         |  |  |                    |                    |
|  | Slowakei           | 43<                |                    | Brasilien          | 84 n. V.           |            |  |  |                    |                    |
|  | Slowakei           | 43<                |                    |                    | 84 n. V.           |            |  |  |                    |                    |
|  | 27. September 2000 | 27. September 2000 |                    |                    |                    |            |  |  | 29. September 2000 | 29. September 2000 |

Quelle: Fiba.com

#### Plätze 5 bis 8
| Spiel   | Datum              | Team 1     | Team 2   | Ergebnis |
| ------- | ------------------ | ---------- | -------- | -------- |
| Platz 5 | 29. September 2000 | Frankreich | Russland | 71:59    |
| Platz 7 | 29. September 2000 | Slowakei   | Polen    | 64:57    |

#### Plätze 9 bis 12
| Spiel    | Datum              | Team 1  | Team 2     | Ergebnis |
| -------- | ------------------ | ------- | ---------- | -------- |
| Platz 9  | 26. September 2000 | Kanada  | Kuba       | 58:67    |
| Platz 11 | 26. September 2000 | Senegal | Neuseeland | 69:72    |

### Endstände
| Rang | Team       | Siege:Niederl. | Korbverhältnis |
| ---- | ---------- | -------------- | -------------- |
| 1    | USA        | 8:0            | 648:474        |
| 2    | Australien | 7:1            | 693:600        |
| 3    | Brasilien  | 4:4            | 580:538        |
| 4    | Südkorea   | 4:4            | 529:555        |
| 5    | Frankreich | 5:2            | 619:559        |
| 6    | Russland   | 3:4            | 586:639        |
| 7    | Slowakei   | 3:4            | 515:545        |
| 8    | Polen      | 3:4            | 519:527        |
| 9    | Kuba       | 2:4            | 523:516        |
| 10   | Kanada     | 2:4            | 506:553        |
| 11   | Neuseeland | 1:5            | 460:486        |
| 12   | Senegal    | 0:6            | 400:626        |

| Platz | Land               | Spieler |
| ----- | ------------------ | --- |
| 1     | Vereinigte Staaten | Teresa Edwards, Sheryl Swoopes, Lisa Leslie, Yolanda Griffith, Nikki McCray, Dawn Staley, Ruthie Bolton-Hotifield, Delisha Milton, Chamique Holdsclaw, Kara Wolters, Natalie Williams, Katie Smith        |
| 2     | Australien         | Sandy Brondello, Kristi Harrower, Lauren Jackson, Carla Boyd, Jenny Whittle, Jo Hill, Annie La Fleur, Michele Timms, Shelley Sandie, Trisha Fallon, Rachael Sporn, Michelle Brogan-Griffiths              |
| 3     | Brasilien          | Cláudia das Neves, Adriana Santos, Janeth Arcain, Alessandra Santos de Oliveira, Cíntia Santos, Helen Luz, Adriana Moisés Pinto, Lilian Gonçalves, Ilisaine David, Marta Sobral, Silvia Luz, Kelly Santos |

## Statistiken

### Einzelspieler
| Kategorie                | Platz 1                           | Platz 2                                     | Platz 3                          |
| ------------------------ | --------------------------------- | ------------------------------------------- | -------------------------------- |
| Punkte pro Spiel         | Janeth Arcain 20,5                | Małgorzata Dydek 20,4                       | Lauren Jackson 15,9              |
| Punkte Gesamt            | Janeth Arcain 164                 | Małgorzata Dydek 143                        | Lauren Jackson 127               |
| Assists pro Spiel        | Chun Joo-weon 4,5                 | Chung Eun-soon 3,8                          | Kristi Harrower 3,8              |
| Höchste Freiwurfquote    | Sylwia Wlazlak 36 von 40 (90,0 %) | Elen Schakirowa 26 von 29 (89,7 %)          | Chun Joo-weon 32 von 38 (84,2 %) |
| Meiste Minuten pro Spiel | Chung Eun-soon 35,4               | Małgorzata Dydek 35,0 Catherine Melain 35,0 |                                  |
| Meiste Minuten Gesamt    | Chung Eun-soon 283                | Małgorzata Dydek 245 Catherine Melain 245   |                                  |

### Teams
| Kategorie             | Platz 1                    | Platz 2                         | Platz 3                       |
| --------------------- | -------------------------- | ------------------------------- | ----------------------------- |
| Punkte pro Spiel      | USA 81,0                   | Russland 74,9                   | Australien 73,5               |
| Punkte Gesamt         | USA 648                    | Australien 588 Südkorea 588     |                               |
| Assists pro Spiel     | Südkorea 16,9              | USA 16,8                        | Russland 15,3                 |
| Assists Gesamt        | Südkorea 135               | USA 134                         | Russland 107                  |
| Höchste Freiwurfquote | Polen 128 von 164 (78,0 %) | Australien 113 von 147 (76,9 %) | Südkorea 107 von 141 (75,9 %) |